# Lauren Gibbemeyer
Lauren Gibbemeyer (ur. 8 września 1988 w Saint Paul) – amerykańska siatkarka, reprezentantka kraju, grająca na pozycji środkowej.

## Sukcesy klubowe
Mistrzostwo Włoch:
- 2015
- 2018

Superpuchar Włoch:
- 2015, 2017

Liga Mistrzyń:
- 2016

Klubowe Mistrzostwa Świata:
- 2016, 2019
- 2018

Puchar Włoch:
- 2018

Superpuchar Turcji:
- 2018, 2019

Puchar Turcji:
- 2019

Mistrzostwo Turcji:
- 2019

## Sukcesy reprezentacyjne
Mistrzostwa Ameryki Północnej, Środkowej i Karaibów Juniorek:
- 2006

Igrzyska Panamerykańskie:
- 2011

Puchar Panamerykański:
- 2013

Mistrzostwa Ameryki Północnej, Środkowej i Karaibów:
- 2013, 2015

Puchar Wielkich Mistrzyń:
- 2013
- 2017

Grand Prix:
- 2015

Puchar Świata:
- 2015

Liga Narodów:
- 2018

## Nagrody indywidualne
- 2011: Najlepsza blokująca Igrzysk Panamerykańskich